# Krásnohorská Dlhá Lúka
Krásnohorská Dlhá Lúka (Hongaars: Várhosszúrét)  is een Slowaakse gemeente in de regio Košice. Ze maakt deel uit van het district Rožňava en telt 711 inwoners.

## Ligging
De gemeente ligt in de Slowaakse Karst in het Ertsgebergte op een hoogte van 315 meter boven de zeespiegel, en op een afstand van ongeveer 8 kilometer van Rožňava.
Door de bebouwde kom van het dorp stroomt de waterloop Pačiansky potok die nabij de zuidelijke gemeentegrens in de Čremošné vloeit.
In de omgeving bevindt zich een grot genaamd Krásnohorská jaskyňa. Ze werd in 1964 ontdekt en kan bezocht worden.
De naburige gemeenten zijn: Krásnohorské Podhradie in het noorden, Lipovník in het oosten, Hrušov en Silická Jablonica in het zuiden, Silica in het zuidwesten en Jovice in het westen.

## Geschiedenis

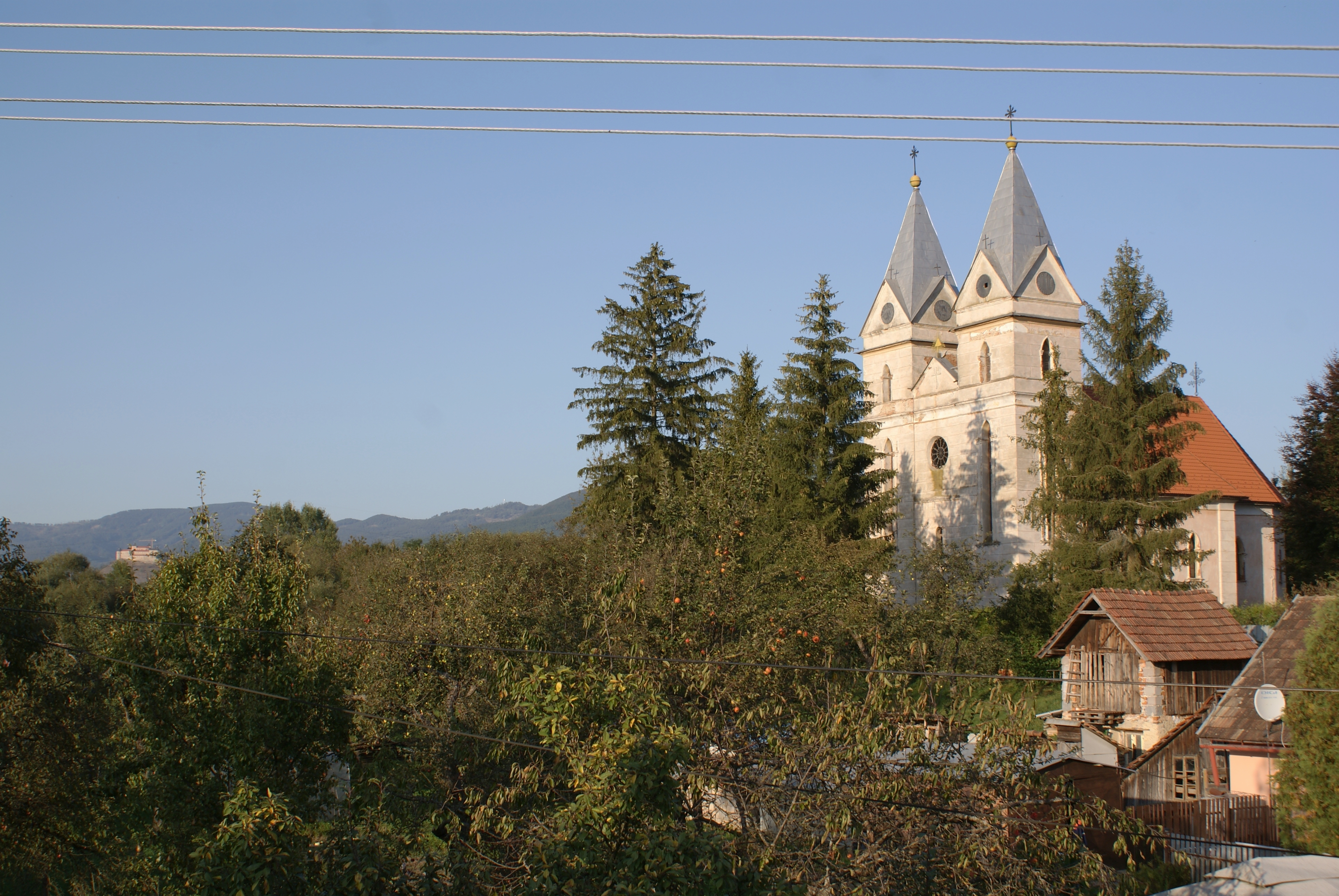
De Sint-Joriskerk, ontworpen in 1754.
Op de achtergrond ziet men het kasteel van Krasna Horka.

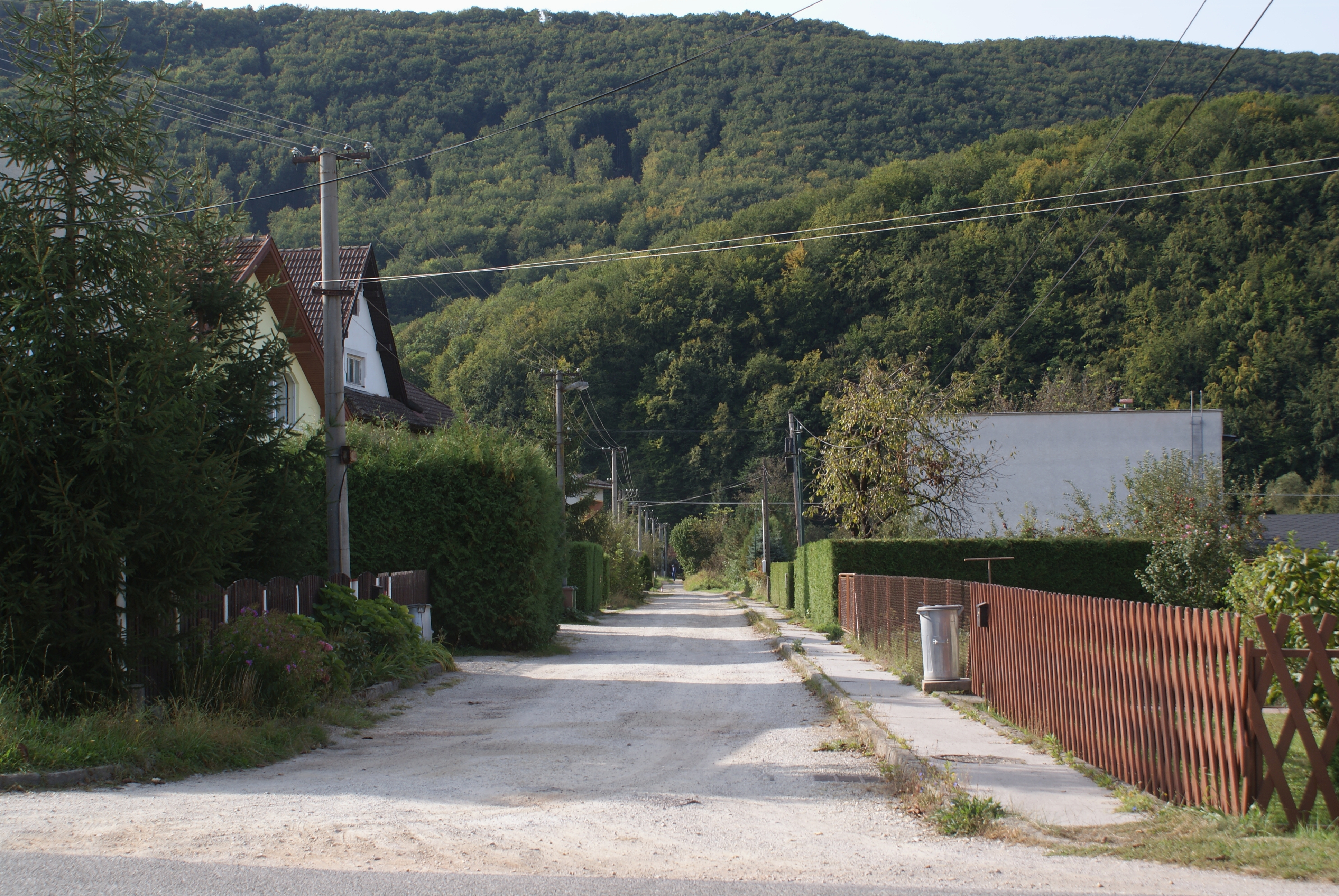
Straat in het dorp.

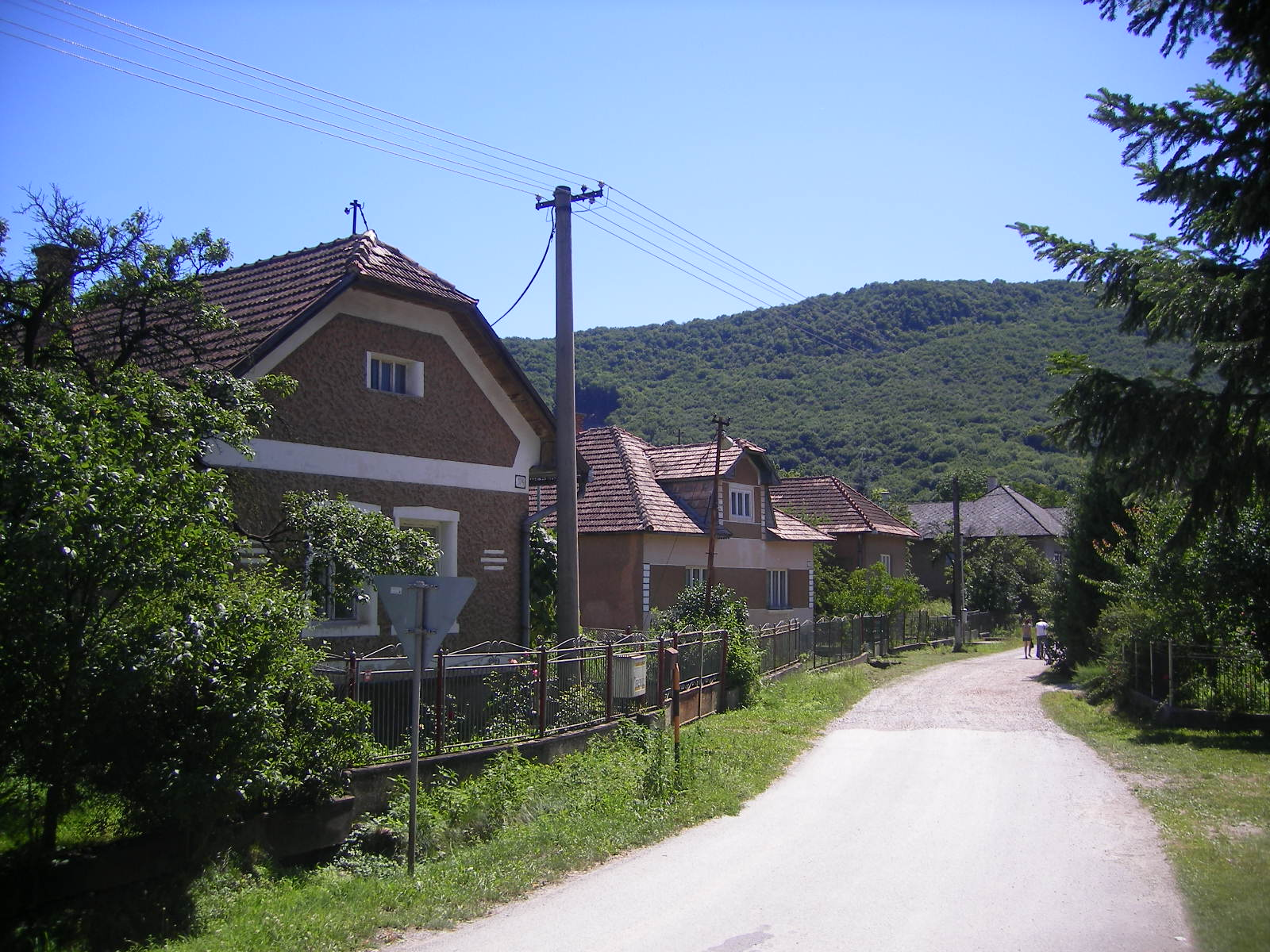
Straat in het dorp.

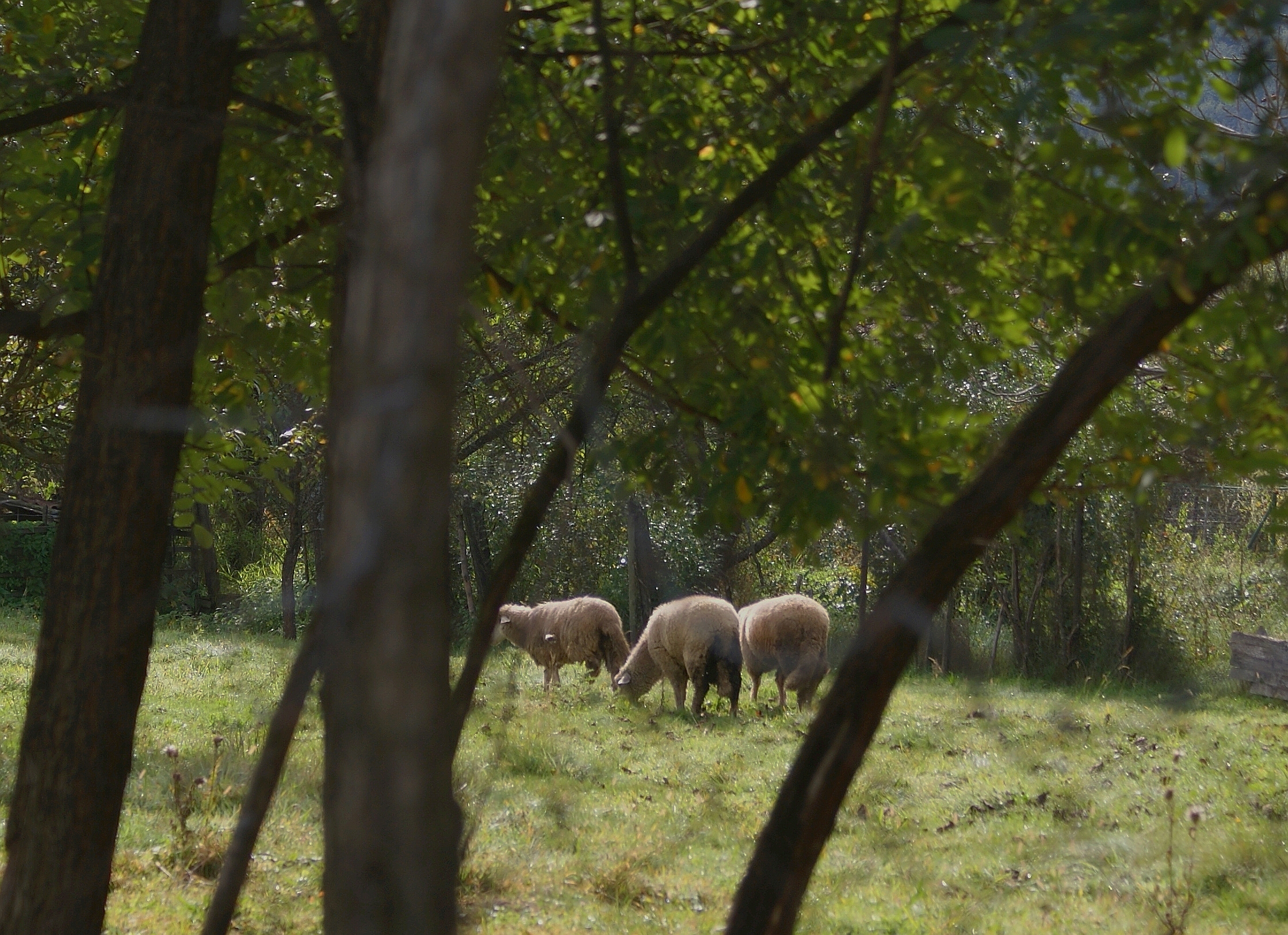
Zicht op een veld.

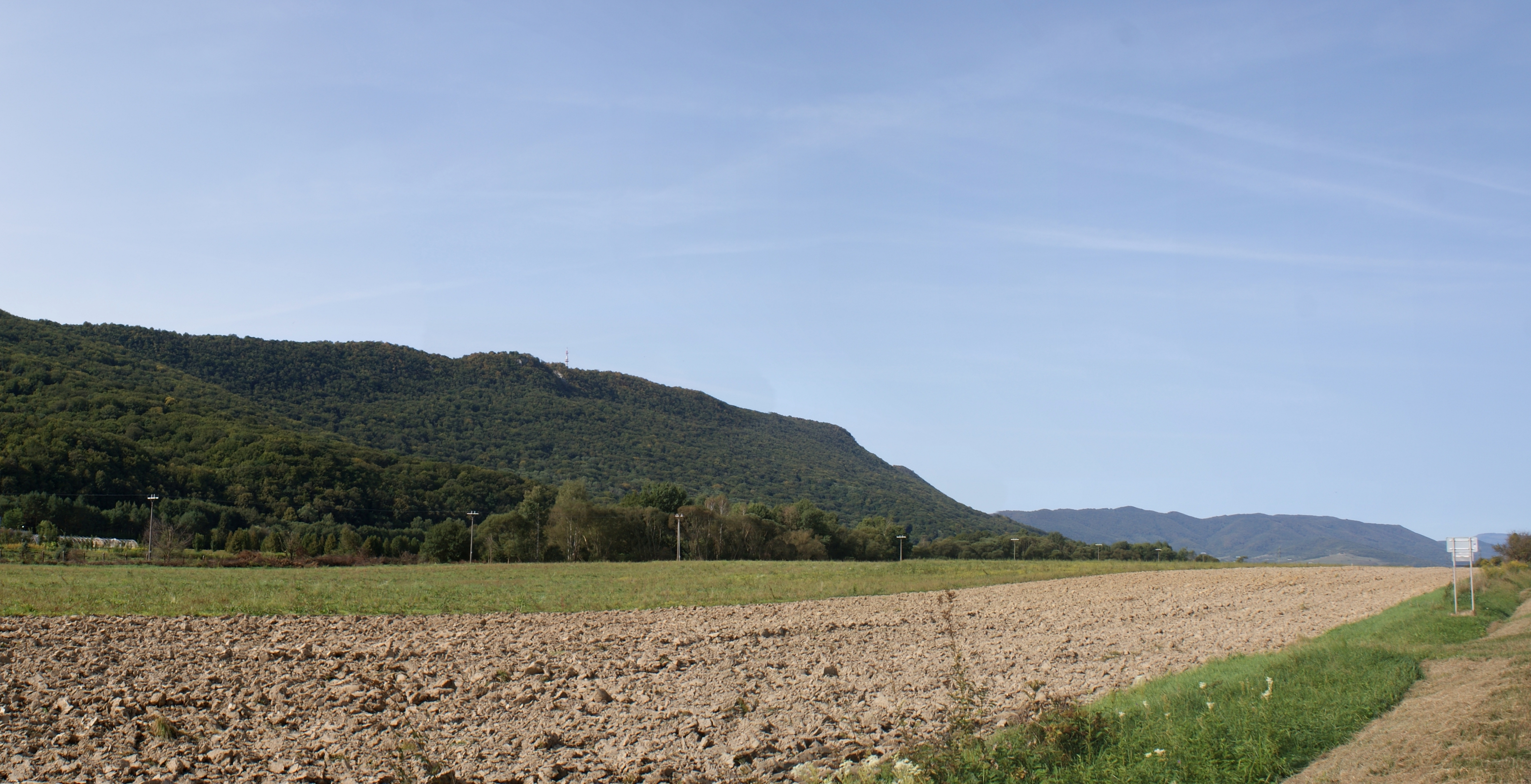
Uitzicht over de velden en de bergen.

Krásnohorská Dlhá Lúka werd gebouwd rond een boerderij die tot het grondgebied van het kasteel "Krásna Hôrka" behoorde. De plaats werd voor het eerst schriftelijk vermeld in 1338 onder de naam Huziureth. De familie Bebek bezat tot de tweede helft van de 16e eeuw het landgoed, waarna het in de handen kwam van de machtige familie Andrássy.
In 1567 was het dorp aan de Turken schatplichtig, maar drie jaar later, op 1 februari 1570, werd het door de Turkse bezetter platgebrand. Het grootste deel van de bevolking vluchtte weg. Velen werden gevangen genomen en weggevoerd met als gevolg dat de bevolking herleid werd tot een vierde van voorheen.
Tot de 17e eeuw was de veeteelt een belangrijke bron van inkomsten en het merendeel van de bevolking werkte als geiten- of schapenherder. Nadien werd mijnuitbating, kalk- en houtskoolwinning de belangrijkste bron van inkomsten.
Vanaf de 18e eeuw daagde terug meer bevolking op. In 1773 telde men 43 boerderijtjes en 4 huisjes. 
Aan het einde van de 18e eeuw beschreef András Vályi de toestand als volgt: "Kraszna horka. Langwerpige weide. Hongaars dorp. Eigendom van de heer graaf György Andrássy wiens sierlijk kasteel verderop ligt, nabij Rožňava".
In 1820 werd de eerste school opgericht, met slechts één klas. Acht jaar later, in 1828 waren er 103 huizen met 716 inwoners. 
Anno 1871 werd tegenover de kerk een nieuwe school gebouwd.
Tot 1918-1919 maakte het dorp deel uit van het comitaat Gömör és Kis-Hont van het Koninkrijk Hongarije. Na de Eerste Wereldoorlog werd het ingedeeld bij de toentertijd opgericht staat Tsjecho-Slowakije, maar ingevolge de bepalingen van de Eerste Arbitrage van Wenen maakte het vanaf 2 november 1938 tot 1945 nogmaals deel uit van Hongarije. 
Sedert 1993 behoort de gemeente tot het grondgebied van de Slowaakse Republiek.

## Bevolking

### Etniciteit
In 1910 woonden er 592 personen, van wie de meerderheid Hongaars was: 590 Hongaren en slechts 1 Slowaak.
De volkstelling van 2011 toonde een evolutie aan: 732 inwoners waaronder 557 Hongaren, 137 Slowaken, 3 Tsjechen, 2 Oekraïners en 1 Rom.
32 Inwoners gaven geen etnische herkomst op.

### Religie
Volgens een telling in 2011 waren 577 inwoners Rooms-Katholiek, 43 behoorden tot de Gereformeerde Kerk, 13 tot de Evangelische Kerk en 4 tot de Grieks-Katholieke Kerk. 
Twee ingezetenen waren lid van de Oudkatholieke Kerk en twee van de Orthodoxe Kerk. Eén persoon was volgeling van de Evangelische Methodistenkerk. Veertig inwoners leefden zonder religie en 48 deden geen opgaaf van hun gezindte.

### Bekende inwoners
- Dionysius Andrássy (in 't Slowaaks: Dénes Andrássy) (1835–1913), edelman en humanist, was op 1 november 1835 in het kasteel van de familie Andrássy geboren. Hij was lid van de Hongaarse Academie van Wetenschappen en voorzitter van de Hongaarse Heraldische en Genealogische Vereniging.

## Bezienswaardigheden
- De Rooms-Katholieke Sint-Joriskerk (Slowaaks: kostol svätého Juraja) met twee torens, werd in 1754 in barokstijl ontworpen. Ze werd gebouwd door baron Joris Andrássy (Slowaaks: Juraj Andrássy) en was voltooid in 1782. In 1895 werd ze gerenoveerd op de kosten van graaf Dénes Andrássy. Aan het begin van de 20e eeuw onderging ze veranderingen in pseudo-gotische stijl.
- Op het kerkhof, aan de muur, hangt een gedenkplaat voor de helden die gesneuveld zijn in de Eerste Wereldoorlog.
- Op 23 september 2017 werd op het kerkhof een nieuw driedelig uitgehouwen monument opgericht om de soldaten die daar rusten te herdenken. De stoffelijke overschotten van 41 Duitse soldaten die hier destijds ook begraven waren, werden mettertijd door het Duitse Ministerie van Defensie opgegraven en afgevoerd.
- In het zuidoostelijke deel van het dorp, aan de noordelijke voet van het Silica-plateau, ligt de Buzgó-grot met een 32,6 meter hoge druipsteen die ontdekt werd in 1964, Deze enorme druipsteen werd in het Guinness Book of Records opgenomen als de grootste ter wereld.
- Aan de rand van het dorp ligt het heiligdom van de Buzgó-bron. Drie kleine meisjes uit het dorp plukten hier ooit bloemen en een van hen zag Onze-Lieve-Vrouw tussen de bomen verschijnen. Na dat visioen trok de plaats pelgrims aan, en de wonderbaarlijke kracht van het bronwater werd aangetoond door verscheidene onverklaarbare genezingen.

## Vervoer

### Trein
Voor het openbaar vervoer per trein is Krásnohorská Dlhá Lúka aangewezen op het station van Rožňava: « Zelezničná stanica Rožňava », gesitueerd aan de « Zelezničná 3011 Brzotin Kosicky 049 51 Rožňava » (nabij verkeersweg 16). Van daar zijn er verbindingen naar Kosice, Bratislava en omringende steden en gemeenten.

### Autobus
Op de werkdagen, van maandag tot vrijdag, is er een regelmatige busverbinding met het autobusstation van Rožňava.

## Gemeente- & Stedenbanden
- Ragály, Hongarije
- Zubogy, Hongarije
- Ibrány, Hongarije